# Armissan
Armissan är en kommun i departementet Aude i regionen Occitanien  i södra Frankrike. Kommunen ligger  i kantonen Coursan som ligger i arrondissementet Narbonne. År 2022 hade Armissan 1 474 invånare.

## Befolkningsutveckling
Antalet invånare i kommunen Armissan
Referens: INSEE